# 入江美樹

1960年

入江 美樹（いりえ みき、1944年〈昭和19年〉8月13日 - ）は、日本のモデル、女優、ファッションデザイナー。身長165センチメートル (cm)、B87cm、W54cm、H87cm（1965年11月）。

## 略歴

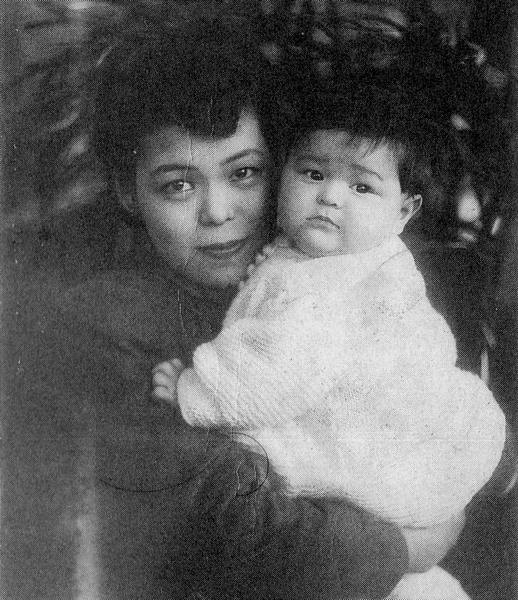
1944年頃、入江麻木(左)､美樹(右)

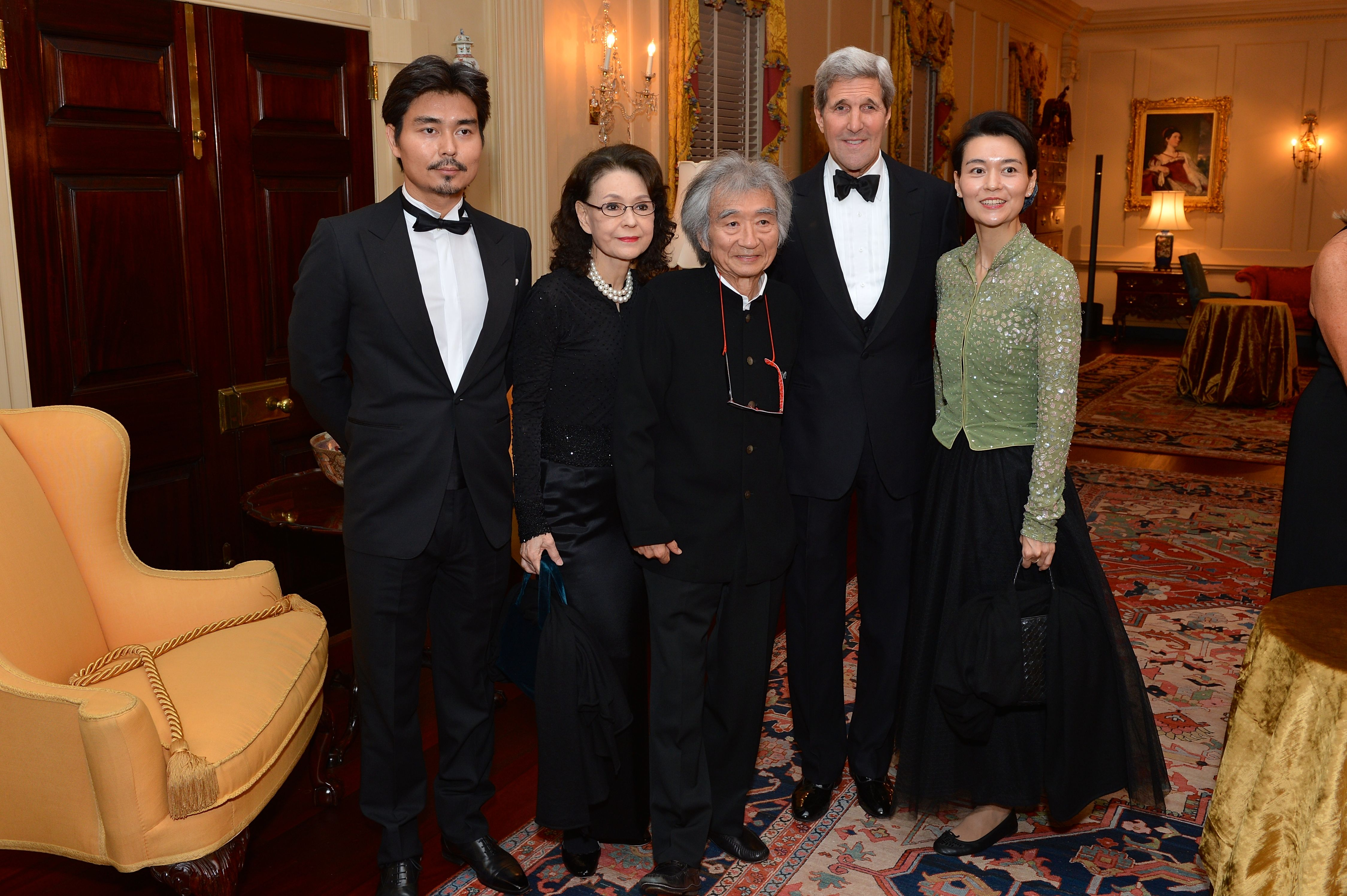
2015年、左から小澤征悦、美樹、小澤征爾、ジョン・F・ケリー、小澤征良

本名はイリン・ヴェラで、元木・ベラ・イリーンとして神奈川県横浜市に生まれる。ヴェラは父方祖母の名を受け継いだ。父親のヴィタリー・ペトロヴィチ・イリーンはロシア貴族末裔の白系ロシア人で、大連育ちの不動産業者である。母親の元木君江・イリーンは日本人で、のちに料理研究家の入江麻木として活動する。父イリーンが日本大学法学部に留学中に、君江の母が保証人を務めたことが縁で結婚した。
正教徒で、イリン家は世田谷にあった。幼少期は父母が話すロシア語と日本語を片言で用いた。家族でアメリカ行を計画したことから、すべて英語を用いるサンモール修道院で英語とフランス語を習得して日、英、仏、露の四か国語話者となるが、20歳頃までは日本語の読み書きに不自由した。在学中の1958年にメイドが『装苑』のモデル募集を見つけ、メイドと二人で化粧をした写真を母に内緒で送り応募したところ、200倍以上の競争率で2000人から1位に選ばれる。モデルとして活動当初は元木信子の芸名を用いた。入江美樹の芸名は永六輔が付けた。ファッション誌やテレビに登場すると学校から注意を受け、高校2年時に中退する。日本人が通う高校に転校を考えたが、英語が得手で敬遠されたり、逆に漢字が苦手で断念する。
1964年4月にアメリカラスベガスデザート・インで開催された第1回インターナショナル・ファッション・フェスティバルで、森英恵のモデルとして世界11か国50余人のモデルから1位に選ばれ「世界で一番美しいモデル」となる。日本に於ける混血モデルの元祖はヘレン・ヒギンスとされ、入江は2人目とも評される。
日本テレビ系『シャボン玉ホリデー』にマスコットガールとして出演し、1965年に第16回NHK紅白歌合戦の審査委員を務める、1966年に勅使河原宏監督の映画『他人の顔』に出演する。
1968年9月に指揮者の小澤征爾と結婚して小澤ヴェラとなる。結婚後はファッションデザイナーとして活動し、レディスブランド「ザ・ギンザ・バイ・ミズ・ヴェラ」などを手がける。
征爾との間に生まれた長女の小澤征良はエッセイスト、長男の小澤征悦は俳優となった。

## その他
吉田拓郎は入江美樹のファンだったことから楽曲提供者として別名「入江剣」を用い、酒井法子のシングル『幸福なんてほしくないわ』の作曲などでクレジットされている。

## 著書
- 『愛のいたみを』（講談社、1968年。新書館、1975年）
- 『愛をあなたに』（山梨シルクセンター出版部、1969年）

## 主な出演作品

### 映画
- 他人の顔（1966年）

### テレビ
- 夢をそだてよう（1963年 - 1964年、日本テレビ）

### 広告
- 森下仁丹 仁丹ダイヤケース（1965年)